# Dayton-Wright Cabin Cruiser
Dayton-Wright Cabin Cruiser – amerykański samolot turystyczny z lat 20. XX wieku, cywilna wersja Dayton-Wright DH-4.

## Historia
W czasie I wojny światowej zakłady Dayton-Wright otrzymały kontrakt na budowę 5000 samolotów Airco DH.4 w zamerykanizowanej wersji znanej jako Dayton-Wright DH-4, główne różnice polegały na zmianie silnika na Liberty L-12 i uzbrojenia na amerykańskie karabiny maszynowe Marlin. Do końca wojny zbudowano 3098 samolotów tego typu w różnych wersjach, po zakończeniu wojny reszta kontraktu została anulowana, a niektóre z DH-4 zostały przebudowane z myślą o rynku cywilnym.
Pierwszym cywilnym samolotem powstałym na bazie DH-4 był 9 Hour Cruiser (dosłownie – 9-godzinny wycieczkowiec) który był przebudowanym, standardowym DH-4. Pierwszym samolotem sportowym, turystycznym był DH-4K Honeymoon Express, który był przebudowanym DH-4B z nieco dłuższym kadłubem. Następna próba zdobycia rynku cywilnego był Dayton-Wright OW.1 Aerial Coupe, który także w znacznej mierze bazował na DH-4, wszystkie z tych samolotów powstały w pojedynczych egzemplarzach. Pierwszym samolotem turystycznym zbudowanym w większej liczbie egzemplarzy, łącznie cztery sztuki, był powstały w 1920 Dayton-Wright Cabin Cruiser, znany także jako K.T. Cabin Cruiser („K.T.” od nazwisk projektantów H. E. Talbotta i Charlesa Ketteringa, a „cabin cruiser” to określenie statku, jachtu wycieczkowego).
Cabin Cruiser był trzymiejscowym samolotem z miejscami dla dwóch pasażerów i pilota w jednej kabinie zamkniętej długą owiewką. Fotel pilota znajdował się za fotelami pasażerów i w pierwszej wersji samolotu nie miał on praktycznie widoczności do przodu, w trzech następnych egzemplarzach owiewka kabiny została nieco zmodyfikowana dając pilotowi ograniczoną widoczność do przodu.
Prędkość przelotowa samolotu wynosiła 125 mil na godzinę (200 km/h), a długotrwałość lotu wynosiła do sześciu godzin. W ciasnej kabinie pasażerskiej oprócz dwóch foteli znajdował się także niewielki stolik i miejsca na kilka termosów. Podobnie jak oryginalne DH-4, Cabin Cruiser był napędzany silnikiem Liberty L-12, zaprojektowano także wersję eksportową z silnikiem Packarda (sprzedaż silników Liberty za granicę była zakazana).
Pierwszy samolot został zaprezentowany na pokazie w Nowym Yorku w 1920, zbudowano łącznie przynajmniej cztery samoloty tego typu.